# Groeve Moonen

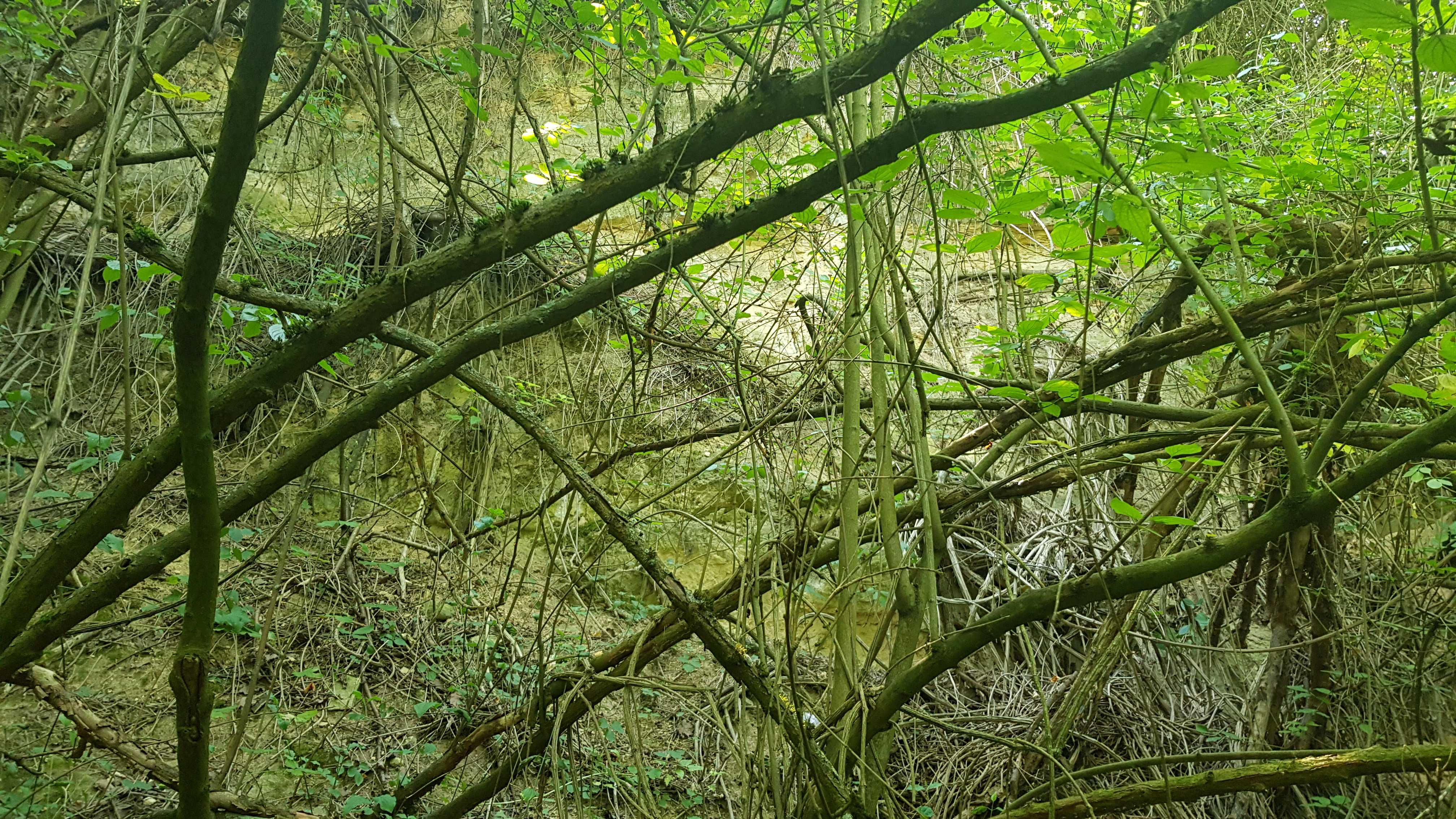
de overwoekerde groeve in 2019

De Groeve Moonen is een Limburgse mergelgroeve en geologisch monument in Nederlands Zuid-Limburg in de gemeente Voerendaal. De dagbouwgroeve ligt op ongeveer 500 meter ten zuidwesten van Kunrade/Voerendaal en op ongeveer 200 meter ten noordwesten van de Midweg, de weg van Voerendaal naar Ransdaal.

## Geologie
De groeve ligt in de steilrand van de Kunraderbreuk. Terwijl ten noorden van de breuk afzettingen uit het Tertiair aan het oppervlak liggen, ligt er ten zuiden van de breuk Kunrader kalksteen (dicht) aan het oppervlak.
Het kalksteenpakket in de groeve is van het type Kunrader kalksteen uit de Formatie van Maastricht. De kalksteen in de groeve is opgebouwd uit in regelmaat afwisselende harde en zachte kalksteenlagen en vertoont de typische kenmerken van dit type kalksteen.

## Kalkoven
Aan de ingang van de groeve bevindt zich de Kalkoven Kasteel Haren. De kalksteen uit de groeve werd gebruikt voor huizenbouw en om kalk mee te branden in kalkovens om zo pleisterkalk te produceren.